# Bitwa o Krosno
Bitwa o Krosno – starcie zbrojne mające miejsce w dniach 8–11 września 1944 między oddziałami armii niemieckiej a wojskami Armii Czerwonej wspieranymi przez wojska 1 Korpusu Czechosłowackiego, skutkujące zdobyciem Krosna i zakończeniem władzy reżimu III Rzeszy na terenie miasta.

## Przebieg działań bojowych
Do Krosna i niemieckiej linii obrony zwanej Karpathenfestung wojska radzieckie i czechosłowackie dotarły 8 września 1944 w czasie operacji karpacko-dukielskiej. 38 Armią dowodził gen. płk Kiriłł Moskalenko, a wojskami czechosłowackimi gen. Ludvík Svoboda. Do pierwszych walk doszło 8 września, co skutkowało przełamaniem niemieckiej linii obrony. W dniu następnym rozpoczął się bój o Krosno. Miasto było ważnym punktem obrony, więc zostało solidnie przygotowane do obrony. Pomimo ataków trwających przez dwa dni wojska radzieckie nie zdołały zdobyć miasta. Nie przełamano też niemieckiej obrony, pomimo wprowadzenia do walki dodatkowych jednostek, tj. 25 Korpusu Pancernego dowodzonego przez gen. Jewgienija Fominycha, 1 Gwardyjskiego Korpusu Kawalerii dowodzonego przez gen. Wiktora Baranowa i 1 Korpusu Czechosłowackiego dowodzonego przez gen. Ludwika Svobodę. Dopiero szturm przeprowadzony 11 września, wsparty atakami lotnictwa i artylerii, doprowadził do złamania niemieckiego oporu i zdobycia Krosna.
W walkach o zdobycie miasta wyróżnili się żołnierze ze 140 Dywizji Strzeleckiej dowodzonej przez gen. Aleksandra Kisielewa i 12 Brygady Pancernej dowodzonej przez płk. Mikołaja Duszaka. W czasie walk ulicznych bracia Grigorij i Iwan Sołtysowie zabili 15 żołnierzy niemieckich.

## Upamiętnienie
W 1947 roku na cmentarzu przy ul. 3 Maja w Krośnie wzniesiono pomnik upamiętniający wyzwolenie Krosna przez żołnierzy 140 DS z 67 KS 38 Armii i 25 KPanc. 1 Frontu Ukraińskiego Armii Czerwonej.